# Exhippolysmata oplophoroides
Exhippolysmata oplophoroides is een garnalensoort uit de familie van de Hippolytidae. De wetenschappelijke naam van de soort is voor het eerst geldig gepubliceerd in 1948 door Holthuis.